# Mobilfunkgerät

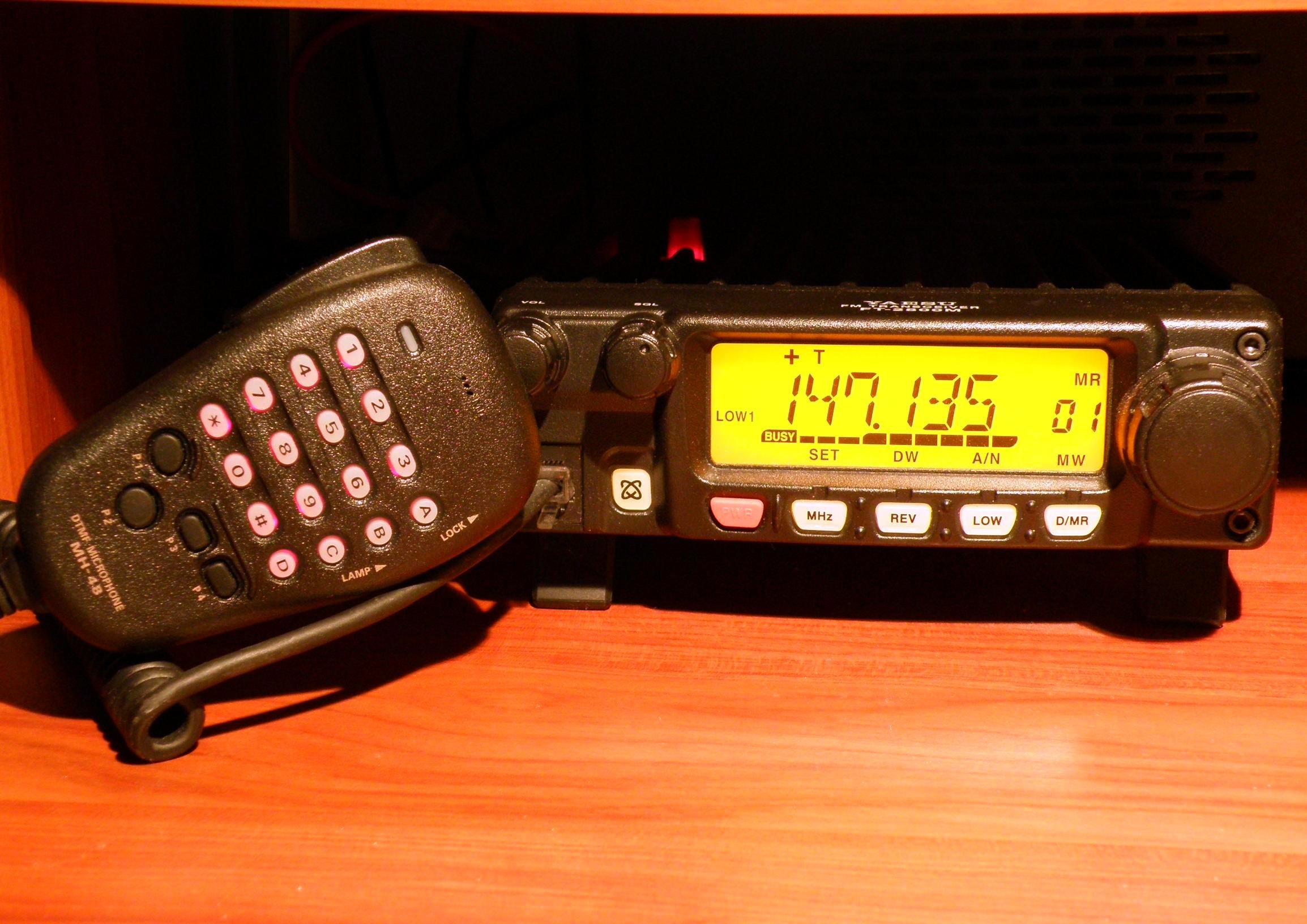
Ein typisches Mobilfunkgerät zur Verwendung im Amateurfunk
(Die hier eingestellte Frequenz liegt außerhalb des Amateurfunkbereiches in der ITU-Region 1, ist aber in der ITU-Region 2 dem Amateurfunkdienst zugewiesen.)

Das Mobilfunkgerät ist ein Funkgerät, das durch seine kompakte Bauweise als ortsveränderliche Funkstelle in einem Fahrzeug betrieben werden kann. Es bildet das Gegenstück zu den stationär betriebenen Anlagen wie Stationsfunkgeräten, Landfunk- und Relaisfunkstellen.

## Betriebsfunk
Im Betriebsfunk werden hauptsächlich zwei Frequenzbereiche eingesetzt, das 2-Meter-Band und 70-Zentimeter-Band. Außerdem wird noch das 4-Meter-Band genutzt, das aber nur für einen kleinen Benutzerkreis im Verkehrsfunk, ÖPNV, Energieversorgungsbetrieben und der Forstwirtschaft von Bedeutung ist. Solche Geräte sind immer Monobandgeräte – im Gegensatz zum Amateurfunk, wo meistens Mehrbandgeräte eingesetzt werden.

## Amateurfunk
Im Amateurfunkdienst werden viele unterschiedliche Mobilfunkgeräte eingesetzt. Mobilfunkgeräte können meist auf den 10-m-, 2-m-, 70-cm- und 23-cm-Bändern arbeiten. In den letzten Jahren kamen viele neue Mobilfunkgeräte auf den Markt, die zusätzlich alle Kurzwellen-Amateurbänder abdecken, wie z. B. der Yaesu FT-857 und Yaesu FT-100.

## Einsatzgebiet
Mobilfunkgeräte werden oft fest in Kraftfahrzeuge eingebaut, aber zunehmend auch als Stationsgerät genutzt. Sie können je nach Bedarf als mobile oder auch als stationäre Amateurfunkstelle  betrieben werden.
Amateurfunkgeräte werden fallweise auch bei BOS-Funkeinheiten auf eigenen Frequenzen eingesetzt. Hier nutzt man die Möglichkeit aus, dass der Frequenzbereich der moderneren Geräte erweitert werden kann. Diese sind nicht nur für den Funkbetrieb im Ausland aufgrund der dort erweiterten Amateurbänder vorbereitet, sondern z. B. auch für Notfunk.